# تومي ماكسويل
تومي ماكسويل (بالإنجليزية: Tommy Maxwell)‏ هو لاعب هوكي الجليد أمريكي، ولد في 19 نوفمبر 1985 في سبوكين في الولايات المتحدة.

## وصلات خارجية
- تومي ماكسويل على موقع EliteProspects.com (الإنجليزية)
- تومي ماكسويل على موقع HockeyDB.com (الإنجليزية)